# Inga micheliana
Inga micheliana é uma espécie de legume da família Leguminosae.
Pode ser encontrada nos seguintes países: Costa Rica, Guatemala, Honduras, México, Nicarágua e Panamá.